# Estelle Reiner
Estelle Reiner  nascida  Estelle Lebost  (Bronx, Nova Iorque, 5 de junho de 1914 - Beverly Hills, 25 de outubro de 2008) foi uma atriz estadunidense.

## Vida pessoal
Era casada com o diretor Carl Reiner, desde 1943 com quem teve três filhos, Rob Reiner que é também realizador, Annie Reiner e Lucas Reiner.

## Morte
Faleceu aos 94 anos de causas naturais em outubro de 2008 em sua casa em Beverly Hills, Califórnia.